# 이종춘 (관료)
이종춘(李鐘春, ? ~ ?)은 대한제국 말기에 국민동지찬성회 간사를 지낸 인물로, 본관은 덕수이다.

## 생애
대한제국의 정6품 관료 출신이다. 1897년 강원도 관찰부의 주사를 지냈고, 1902년에는 황해도 관찰부 주사를 역임했다.
1910년 한일 병합 조약 체결을 앞두고 김사정 등과 연명하여 대한제국 내각총리대신 이완용에게 장서를 보냈다. 당시 일진회를 이끄는 송병준과의 경쟁으로 일진회의 합방청원에도 머뭇거리는 이완용을 질타하고 한일 병합을 조속히 추진하라는 내용을 담고 있다.
곧이어 조직적인 합방청원 운동을 위해 이범찬과 서창보 등이 일진회의 재정 지원을 받아 결성한 국민동지찬성회에 가담했다. 이범찬이 회장, 서창보가 부회장을 맡은 국민찬성동지회에는 간부급으로 세 명의 간사가 두었고, 이종춘과 김사정, 조덕하가 간사를 맡았다.
이범찬이나 서창보보다 직급이 낮은 하급 관리 출신이었던 이종춘은 한일 병합 성사 후에도 별다른 포상을 받지 못했고 덕수 이씨 가문의 명예만 더럽혔다는 평가를 받았다.
2006년 친일반민족행위진상규명위원회가 조사 발표한 친일반민족행위 106인 명단에 포함되었다. 2008년 발표된 민족문제연구소의 친일인명사전 수록예정자 명단에도 들어 있다.

## 같이 보기
- 국민동지찬성회

## 참고자료
- 친일반민족행위진상규명위원회 (2006년 12월). 〈이종춘〉 (PDF). 《2006년도 조사보고서 II - 친일반민족행위결정이유서》. 서울. 753~757쪽쪽. 발간등록번호 11-1560010-0000002-10. 2007년 10월 8일에 원본 문서 (PDF)에서 보존된 문서. 2007년 8월 23일에 확인함.